# Neoperla borneensis
Neoperla borneensis är en bäcksländeart som först beskrevs av Günther Enderlein 1909.  Neoperla borneensis ingår i släktet Neoperla och familjen jättebäcksländor. Inga underarter finns listade i Catalogue of Life.